# Rorippa sinuata
Rorippa sinuata là một loài thực vật có hoa trong họ Cải. Loài này được (Nutt.) Hitchc. miêu tả khoa học đầu tiên năm 1894.